# Into You (singel Ariany Grande)
„Into You” – drugi singiel amerykańskiej piosenkarki Ariany Grande, promujący jej trzeci album studyjny Dangerous Woman.
Singiel uplasował się 13. miejscu amerykańskiej listy Billboard Hot 100. Teledysk do Into You został zaprezentowany 24 maja w reżyserii Hannah Lux Davis. Piosenka została zaprezentowana m.in. na gali Billboard Music Awards, 2016 Summertime Ball oraz w odcinku finałowym 10. edycji amerykańskiej wersji show The Voice.
Nagranie w Polsce uzyskało certyfikat czterokrotnie platynowej płyty.

## Teledysk
Teledysk do piosenki Into You został wyreżyserowany przez amerykańską reżyserkę Hannah Lux Davis. Klip miał swoją premierą 24 maja 2016 roku. 6 lipca 2016 roku klip przekroczył 100 milionów wyświetleń. Jest to jedenasty klip Ariany Grande, który przekroczył tę liczbę (po Dangerous Woman). Do tego teledysk do Into You był nominowany w czterech kategoriach do 2016 MTV Video Music Awards.